# Spring Dance
Spring Dance is de eenentwintigste aflevering van het eerste seizoen van het tienerdrama Beverly Hills, 90210, die voor het eerst werd uitgezonden op 2 mei 1991.

## Verhaal
Het lentebal komt eraan en Kelly vraagt Brandon mee uit als haar date. Hiermee beledigen ze Steve, die erop had gerekend met Kelly te gaan en nu niemand heeft. Andrea twijfelt of ze wel of niet naar het feest zal gaan. Op het feest worden Brenda en Dylan steeds intiemer en gaan voor het eerst met elkaar naar bed. Terwijl David zichzelf populairder maakt op het feest met zijn danspassen, vertelt Steve aan Brandon dat hij teleurgesteld is. Het is namelijk zijn verjaardag en iedereen is het vergeten. Daarnaast heeft zijn moeder hem onlangs verteld dat hij geadopteerd is.

## Rolverdeling
- Jason Priestley - Brandon Walsh
- Shannen Doherty - Brenda Walsh
- Jennie Garth - Kelly Taylor
- Ian Ziering - Steve Sanders
- Gabrielle Carteris - Andrea Zuckerman
- Luke Perry - Dylan McKay
- Brian Austin Green - David Silver
- Douglas Emerson - Scott Scanlon
- Tori Spelling - Donna Martin
- Carol Potter - Cindy Walsh
- James Eckhouse - Jim Walsh
- Joe E. Tata - Nat Bussichio
- Sharon Case - Darla Dillon
- The Rave-Ups - Zichzelf